# 창원 길상사 법집별행록절요병입사기
창원 길상사 법집별행록절요병입사기(昌原 吉祥寺 法集別行錄節要幷入私記)는 대한민국 경상남도 창원시, 길상사에서 소장하고 있는 조선시대의 책이다. 2014년 1월 23일 경상남도 문화재자료 제576호로 지정되었다.

## 지정 사유
《법집별행록절요병입사기》(法集別行錄節要幷入私記)는 지눌이 당나라 宗密의 ≪법집별행록≫을 인용하고 나머지는 지눌 자신의 선사상(禪思想)을 덧붙여 서술한 것으로 지눌의 사상이 집약되어 있는 책이다. 전체 내용은 크게 서문, 절요 부분, 지눌 자신의 견해로 해석한 세 부분으로 나누어 볼 수 있다. 우리나라 강원의 필독서로 수행과 교육을 위한 사과집의 한 과목이다. 현재 전하는 판본은 약 20여 종에 이른다.
가장 오래된 1486년의 무등산 규봉암 개판본과 송광사본이 있으며, 그 외에도 약20여종이 판본이 있다.
따라서, 책 상태가 양호하며 간행처와 연도가 명확하여 임란이후의 지방 불서판본연구에 좋은 자료이다.

## 참고 자료
- 창원 길상사 법집별행록절요병입사기 - 국가유산청 국가유산포털